# Paralia (éparchie Séleucide)
 (mars 2019).
Pour les articles homonymes, voir Paralía.
197 av. J.-C. – 99 av. J.-C.
Entités précédentes :
- Phénique achéménide (en)

Entités suivantes :
- Royaume hasmonéen

La Paralia (grec moderne : Παραλία - plage), également connu sous le nom Medinat Hayam (hébreu : מדינת הים - pays au bord de la mer) était une éparchie côtière en Palestine à l'époque hellénistique et romaine, gouvernée par l'Empire séleucide entre 197 et 99 av. J.-C., dans le cadre de la province Coele-Syrie.
Selon Josèphe, les habitants de la région étaient principalement des citadins grecs. Le nom apparaît dans la carte de Madaba du VIe siècle, annexée à la ville d'Ashdod-Mer (en), sous le nom Azotos Paralos (en grec moderne : Αζωτοσπαραλος), à environ 3 kilomètres au sud d'Ashdod moderne.
La région a été créée par les Séleucides , avec les éparchies d'Idumée et de Galaadite et voisines de l'éparchie de Samarie. Josèphe a écrit que la Paralia étaient en dehors de la juridiction juive pendant toute la période du Second Temple, sauf pendant une courte période sous les Hasmonéens et pendant le règne d'Hérode le Grand et d'Agrippas.

## Étymologie
La région a été décrite comme le pays côtier dans 1 maccabées (1M 11,59 ; 1M 15,38) et 2 maccabées (2M 13,24).
Auparavant dans la Halakha, elle était décrite comme "Medinat HaYam" (villes de la mer).

## Histoire
La région a été créée à l’origine par les Séleucides . L'éparchie bordait la Samarie, l'Idumée et la Galaadite, qui font toutes partie de la province de Coele-Syrie.
Nicanor, fils de Patroclus, était probablement l'un des gouverneurs du district de Paralia et portait le titre de Cypriarque - apparemment commandant des troupes de garnison chypriotes dans la région, quand Antiochus V Eupator monta sur le trône.
Une partie de la région de Paralia a été conquise pour la première fois par des Juifs sous les Hasmonéens .
En 143 av. J.-C., Simon Thassi s'empara de Jaffa, Jean Hyrcan Ier de Jamnia et Ashdod en 125 av. J.-C. et, entre 103 et 99 av. J.-C., Alexandre Jannée a conquis les régions de Dora, au nord vers Acra et Gaza et au sud jusqu'à Rinocorura .
La première pénétration des Hasmonéens dans Jaffa a été progressive - une garnison a d'abord été installée dans la ville, puis la population païenne fut remplacée par l'arrivée de nouveaux Juifs.
Seul Ashkelon n'a jamais été conquise par les Hasmonéens .

## Démographie
Selon Josèphe, les habitants de la région étaient principalement des citadins grecs .